# Urva urva
Urva urva (мангуста-крабоїд) — вид ссавців, представник ряду хижих із родини мангустових. Зустрічається в Бангладеші, південно-східному Китаї, Лаосі, на півострові Малайзія, М'янмі, Непалі, Північно-Східній Індії, Тайвані, Таїланді, В'єтнамі та Камбоджі. Рідко зустрічається у високих горах, але зареєстрований на висоті 1650 м. Цей вид був записаний в основному поблизу води, у вічнозелених і листяних лісах, чагарникових областях, на плантаціях і поблизу людських поселень.

## Поведінка
Денний, харчується ссавцями, рептиліями, комахами, рибою, крабами, молюсками та ракоподібними. Легко підпускає людину, очевидно, в силу його короткозорості й безстрашності. У неволі одна мангуста-крабоїд жила до 13 років і 4 місяців.

## Загрози та охорона
Загалом серйозних загроз для виду нема, але локальними загрозами є мисливство, потрапляння в пастки, втрата і деградація середовища проживання. Проживає на охоронних територіях.